# 异叶三宝木
异叶三宝木（学名：Trigonostemon heterophyllus）为大戟科三宝木属的植物，为中国的特有植物。分布于中国大陆的海南等地，常生长在山谷密林中，目前尚未由人工引种栽培。